# Proof (singel)
Proof – singel grupy I Am Kloot.
Początkowo wersja demo piosenki „Proof” ukazała jako strona B singla „Morning Rain” z debiutanckiego albumu I Am Kloot, pt. Natural History (2001). „Morning Rain” ukazał się 25 czerwca 2001, nakładem wytwórni We Love You (część Wall of Sound). Tę samą wersję „Proof” zamieszczono także na kompilacji B z 2009 roku.
W 2003 roku utwór „Proof” ukazał się na drugim albumie zespołu, zatytułowanym po prostu I Am Kloot. Miał to być ostatni, piąty singel z tego albumu, wydany, tak jak poprzednie, na CD. Po zatwierdzeniu listy utworów, oprawy graficznej i po nakręceniu teledysku,  wytwórnia zdecydowała udostępnić singel „Proof” jedynie w formie tzw. downloadu. Singel nie doczekał się pełnego, oficjalnego wydania. W wideoklipie do tego utworu, wyreżyserowanym przez Krishnę Stotta, wystąpił Christopher Eccleston. Aktor „zakochał się” w twórczości I Am Kloot po obejrzeniu jednego z ich koncertów w manchesterskim klubie Night & Day Café we wrześniu 2003 roku. W 2010 roku pojawił się również w teledysku do piosenki „Northern Skies”.
W 2010 roku, nowa wersja piosenki „Proof” znalazła się na nominowanym do Mercury Prize albumie Sky at Night. 6 września 2010 została także drugim z trzech singli promujących ten album, wydanych jedynie w formie downloadów. Do promocji singla „Proof” z 2010 roku wykorzystano stary teledysk, podkładając pod niego aktualną wersję piosenki.

## Wydania singla „Proof”
| z albumu     | wytwórnia         | format   | data i miejsce wydania | lista utworów                                                                                                | uwagi |
| ------------ | ----------------- | -------- | ---------------------- | --- | --- |
| I Am Kloot   | The Echo Label    | download | 21 czerwca 2004        | 1. „Proof” 2. „Junk Culture” 3. „Same Deep Water as Me (live at the Ritz- Manchester)” 4. „Proof” (teledysk) | Piosenka „Junk Culture”, w swojej oryginalnej wersji, po raz pierwszy ukazała się na You, Me and the Alarm Clock (1989) – solowym albumie Johna Bramwella, występującym wówczas pod pseudonimem Johnny Dangerously. Wersja z singla „Proof” znalazła się na stronach B odpowiednich wersji singla „Over My Shoulder” (2005) oraz na kompilacji B (2009). |
| Sky at Night | Shepherd Moon LLP | download | 6 września 2010        | 1. „Proof (Radio Edit)” 2:39 2. „Proof (Original Demo – 1999)” 2:47                                          | |